# Nachbürgschaft

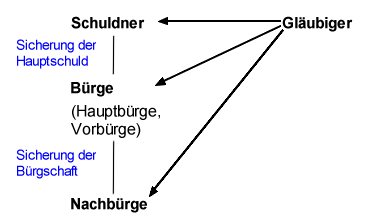
Grafik zur Nachbürgschaft

Die Nachbürgschaft (gelegentlich auch als Afterbürgschaft bezeichnet) ist eine besondere – gesetzlich nicht explizit geregelte – Art der Bürgschaft im Sinne der § 765 ff. BGB. Kennzeichnend für die Nachbürgschaft ist, dass der Gläubiger für seine Forderung doppelt, also von zwei verschiedenen Bürgen abgesichert wird. Der Nachbürge steht dem Gläubiger nämlich dafür ein, dass der Bürge (genauer: Vor- oder Hauptbürge) die ihm obliegende Verpflichtung aus dem Bürgschaftsvertrag erfüllt.

## Grundsätze
Grundsätzlich besteht der Vorrang der Pflichterfüllung beim Vorbürgen. Kommt der Vorbürge seiner Verpflichtung aber nicht nach und ist deshalb der Nachbürge derjenige, der den Gläubiger befriedigt, gehen die Ansprüche des Gläubigers sowohl aus der Bürgschaft gegen den Vorbürgen, als auch kraft Gesetzes die Forderung gegen den Hauptschuldner gemäß § 774 Abs. 1 Satz 1 BGB auf den Nachbürgen über. Gemäß § 769 BGB sind Vor- und Nachbürgen nicht als gesamtschuldschuldnerisch haftende Mitbürgen im Sinne der § 420ff. BGB zu betrachten, sie haften auf verschiedenen Ebenen nacheinander, was insbesondere Auswirkungen auf das Entgegenhalten von Einwendungen des Hauptschuldners hat.
In der Konstellation ist Schuldner des Nachbürgen vorrangig der Vorbürge und erst dahinter der Hauptschuldner. Anders als bei der Rückbürgschaft kann der Gläubiger den Nachbürgen direkt in Anspruch nehmen, denn der Gläubiger hat sowohl ein Rechtsverhältnis zum Vorbürgen als auch zum Nachbürgen. Der Unterschied im Sicherungszweck liegt darin, dass der Rückbürge den Bürgen sichert, der Nachbürge den Gläubiger. Eine andere Auffassung vertrat noch das Reichsgericht, das allein die bürgschaftstypischen Rückgriffsansprüche gegen den Hauptschuldner zuließ. Die Verpflichtung des Vorbürgen entspricht der Schuld des Nachbürgen.

## Bürgschaftsfall
Zahlt der Vorbürge, erwirbt dieser gemäß § 774 Abs. 1 Satz 1 BGB die Hauptforderung; die Nachbürgschaft erlischt gemäß § 767 Abs. 1 Satz 1 BGB, weil die gesicherte Vorbürgschaft nach § 362 Abs. 1 BGB durch Erfüllung untergegangen ist. Kommt der Vorbürge dagegen seiner Verpflichtung aus seiner Bürgschaft ganz oder teilweise nicht nach, kann der Nachbürge vom Gläubiger in Anspruch genommen werden. Die Nachbürgschaft ist im deutschen Recht von der Hauptbürgschaft abhängig (akzessorisch). Wenn nämlich der Schuldner seine Verpflichtung erfüllt, ohne dass der Vorbürge in Anspruch genommen wird, entfällt daher nicht nur die (Haupt-)Bürgschaft, sondern auch die Nachbürgschaft.
Erfüllt der Nachbürge die Verpflichtung des Schuldners, geht der Anspruch des Gläubigers gegen den Schuldner auf ihn über (§ 774 Abs. 1 BGB). Da die Nachbürgschaft und die gesicherte Hauptverbindlichkeit nicht getrennt werden dürfen, erwirbt der Nachbürge mit der Vorbürgschaft auch die Hauptverbindlichkeit. Der Nachbürge erhöht auch den Bürgschaftsanspruch des Gläubigers gegen den Vorbürgen.
Umstritten ist, ob der Hauptschuldner dem Nachbürgen Einwendungen aus dem Innenverhältnis zum Vorbürgen entgegenhalten kann.

## Schweiz
Wie die Rückbürgschaft, ist die Nachbürgschaft in der Schweiz gesetzlich geregelt. Art. 498 Abs. 1 OR sieht vor, dass der Nachbürge, der „sich dem Gläubiger für die Erfüllung der von den Vorbürgen übernommenen Verbindlichkeit verpflichtet hat, neben diesem in gleicher Weise wie der einfache Bürge neben dem Hauptschuldner haftet“.